# 小堺一機
小堺 一機（こさかい かずき、1956年（昭和31年）1月3日 - ）は、日本のお笑いタレント、コメディアン、司会者、俳優。愛称は、ムックン。
千葉県市川市出身。浅井企画所属。

## 略歴
文京区立関口台町小学校、新宿区立牛込第二中学校、東京都立市ヶ谷商業高等学校、一浪して研数学館を経て、専修大学に合格した。小学校時代の同級生にギタリストの土方隆行がいる。

### 芸能界入り
専修大学在学中の1977年（昭和52年）、テレビ番組『ぎんざNOW!』（TBS）の「素人コメディアン道場」で第17代チャンピオンとなり、芸能界入りした。大学卒業後、勝新太郎が主宰する「勝アカデミー」に第1期生として入校し、翌年卒業した。勝アカデミーでは岸田森らに師事し、同期生にはルー大柴がいた。以後は講師陣から演技指導を受けながら、『紅白歌のベストテン』（日本テレビ系）の前説や1979年の『見知らぬ恋人』（朝日放送）に端役としてドラマ初出演するなどした。
芸能界でなかなか芽が出なかったが、父との約束である3年になる前に何とか浅井企画と契約し、本格的な芸能活動を始めた。また、『ぎんざNOW!』初代チャンピオンであり、浅井企画の先輩で長年の親友でもある関根勤（旧：ラビット関根）とコンビ「コサキン」（当初は『コサラビ』）を組み、下北沢のライブハウスの舞台に立ちコント修行を積んだ。その一方、『ザ・トップテン』（日本テレビ）の中継リポーターとして出演したのに続き、萩本欽一の看板番組『欽ちゃんのどこまでやるの!?』（テレビ朝日）で関根と組んだ「クロ子とグレ子」で人気を獲得。1981年、関根と共にTBSラジオ『夜はともだち コサラビ絶好調!』のパーソナリティを務めた。その後この『コサキン』シリーズは、放送時間や番組名を変えながらも継続され、深夜番組としては驚異的ともいえる2009年3月まで27年半続いた長寿番組となった。

### 「お昼の顔」
上記の活躍が認められ、28歳の若さで1984年（昭和59年）10月1日にフジテレビのテレビ番組『ライオンのいただきます』（1989年10月からは『ライオンのいただきますII』として放送）の司会に抜擢。その後、後継番組として1991年（平成3年）1月7日から『ライオンのごきげんよう』が開始、以来お昼の顔となっていた。1984年の『いただきます』から『ごきげんよう』（2016年3月31日放送終了）まで、計32年間に渡って放送された。
1980年代から90年代にかけては、俳優としてもテレビドラマ出演を多くこなした。『いただきます』『ごきげんよう』で司会者のイメージを確立しているが、原点となるものまね芸も続けており、『コサキン』シリーズで新ネタを卸し続けたほか、2010年代以降も『とんねるずのみなさんのおかげでした』で若手芸人に混じってものまねを披露することもあった。
1985年（昭和60年）には、自らが主演を務める舞台『小堺クンのおすましでSHOW』を開始。2017年（平成29年）に終了するまで30年以上続く公演となり、コメディアンとしての才能も磨かれた。

### がん手術・休業
2004年（平成16年）7月、首の腫瘤の摘出手術のためにレギュラー番組を一時降板した。摘出の結果一部に癌化した細胞が検出され、後に自身が癌に罹患していることを公表した。テレビ番組には同年8月30日の『ごきげんよう』の生放送で復帰したが、その際には、髪を白く染めるという意表をついた登場で注目を集めた。それ以後は金色の頭髪がトレードマークとなっていたが、現在は白髪であると本人が語っている。なお、従前より「髪の毛の後退」は小堺自身のネタであった。癌になったことをきっかけに禁煙した。

## 来歴

### 生い立ち
父・秀男と母・淑子の間に生まれ、幼少時代を市川市真間で過ごした。その後、寿司職人であった父の職場移動に伴い、小学2年生の時に東京・浅草に移り、そこで少年時代を過ごす。両親からは「悪いことは悪い」と徹底して叩き込むという教育方針で、愛情を持って厳しく育てられた。落ち着きがない子供だったが、親に連れられて映画館に行く時は大人しくなって夢中で映画を鑑賞した。寿司職人だった父は浅草でおにぎり屋を営み、放課後は父の商売の邪魔にならないよう近くの映画館に入り浸るようになった。ここで映画への興味を深め、またストリップ劇場など大人の世界にも触れた。
小学4年生の時に文京区目白台（豊島区目白とする説もある）、小学5年生の時に新宿区早稲田鶴巻町に転居。それまでの映画鑑賞で観察力が養われたことからモノマネが得意となり、転校先の教師や同級生の真似で周りを笑わせてクラスの人気者となった。学校の映画鑑賞の授業で、ウィーン少年合唱団を舞台にした映画『青きドナウ』を見たことがきっかけで、NHK児童合唱団に入団。
小学6年生の時に東京放送児童合唱団（現・NHK東京児童合唱団。14期とされる）から選抜され、NHK総合の新番組『歌はともだち』にレギュラー出演。塩屋浩三、長谷川よしみ（長谷川コッペ）、山尾百合子、山田隆夫らとグループを組んでの出演だった。華やかな世界への興味を抱くようになったが、約1年経った頃に番組の企画変更に伴いグループは解散。しかし数週間後に小堺一機が番組を観ると、小堺以外のメンバーは全員出演していたため、自分だけが降板させられたことを知る。

### 学生時代
幼少の頃はデザイナーになることに憧れており、東京都立工芸高等学校への進学を志望していたが、小学校の健康診断で赤緑色弱と診断されたために断念せざるを得なかったという。
高校3年生の頃、当初無試験で入れる専門学校への進学を考えていたが、父の助言を受けて急遽大学に進路変更して遅まきながら受験勉強をすることになり、一浪して大学に進学。
その後大学3年生の時に再会した先述の山尾百合子からTBSテレビの『ぎんざNOW!』への挑戦を勧められる。その場では固辞するが山尾が勝手に出場希望のハガキを出したため、オーディションに参加することとなった。このオーディションに参加することを決めた大きなきっかけは、高校2年から大学2年まで5年間ずっと好きだった女性にフラれて大失恋したことだった。
そしてこれに3週勝ち抜いた時に、父から「お前はいつも中途半端で、物事を一所懸命やらない」「何でもチャランポランだからこうなんだ」と前述『歌はともだち』を降板させられた時に言われたことを思い出し、「これ（芸能界）は俺がすごく好きなことだと思った」として「そして今一所懸命やらないと、酒の席で酔った時に同じ話を繰り返す大人になるだけだ」と思い直したという。
『ぎんざNOW!』のオーディション出場後、芸能界に入ると父に打ち明けたところ「テレビなんてのはティッシュペーパーと一緒で捨てられるぞ」と言われた。しかし、「じゃあ、ハンカチになればいいでしょう、そしたら洗ってくれるから」と返し、芸能界は3年経ってもダメなら声もかからないだろうと思って「まず3年だけやらせて下さい」と願い出て、勝アカデミーに行くことになる。

## 人物
幼少時代に、NHK専属の「東京放送児童合唱団」に所属し、同局の公開番組『歌はともだち』等にも出演。タレントになった後も、レコード・CDも数枚リリースするほか、ドラマ・舞台・ミュージカル・CM等、幅広く活動している。萩本欽一曰く、「小堺は『お笑い芸人』というより『エンターテイナー』」。タップダンスも得意である。また、デビューのきっかけとなったモノマネ芸（萩本欽一・田中邦衛・田村正和など）でも知られている。
人物評は「人畜無害」「お昼の顔」「当たり障りの無い司会者」「サイコロの達人」。ただし、「人畜無害」「当たり障りの無い」というのは「テレビでの顔」であり、実は自身の舞台公演やコサキンでのラジオ番組では毒舌コメントや辛辣なコメントをしている。テレビではいわゆる・人畜無害キャラの小堺だが、それは本人曰く「氷山の一角に過ぎない」とのこと。テレビとは一転して毒舌な「ブラック・コサカイ」というキャラクターを見せることもある。
エネルギッシュな性格で、司会番組『ライオンのごきげんよう』や出演CMなどでも常にテンションが高い。自身の担当するラジオ番組『コサキンDEワァオ!』では「120%のパワー全開」とネタにされ、清水ミチコには「出たばっかりの若手芸人じゃないんだから」とたしなめられている。本人は「あれでも抑えているつもり」と発言している。
先述の通り若い頃に色覚異常が発覚して強いショックを受けたが、父から「いいなあ、お前は人と違う世界が見られて」と言われ、それが自分の「特性」であると気づいたという。
30代に入ると頭髪が徐々に薄くなり、当時、本人が「前頭部後退」として頻繁に自虐ネタにしていた。現在でも「『危機一髪』を後ろから読むと『髪、一機、危ない』や『髪、一機、危うし』となる」などとネタにしている。またこの薄い頭髪と丸顔は、しばしば共演者からもイジられる。『ごきげんよう』に2代目林家三平と泰葉がゲストで来た時には、泰葉が「金髪豚野郎」と呼称した春風亭小朝に似ていると評された。明石家さんまからは「死にかけのマリモ」「草むらのテニスボール」とあだ名されたこともある。

## 家族
妻と長男・長女・次女の5人暮らし。長男の小堺翔太はフリーアナウンサー（タイムリーオフィス所属）で、2006年（平成18年）からエフエム世田谷で大学生制作の番組のDJを務めていた。
父の小堺秀男は寿司職人であり、第9次と第15次の南極地域観測隊に同行する給仕係の面接を受けて合格した、民間人としては初の南極越冬隊員。第9次の時に父は一躍時の人となり、その息子ということで小堺もNHKの特番のインタビューを受けており、これが自身初のテレビ出演となった。
その後1997年（平成9年）にはテレビ番組の企画で親子で南極を訪れている。一機は父の縁で『南極観測の将来を考える会』の発起人を務めている。なお、会の代表である村山雅美は、小堺の仲人である。父は以前「鮨一機（すし かずき）」という名の寿司店を経営していたが引退。弟子が店を引き継いでいるが店名は変更された。
5歳下の妹がいる。

## 趣味・嗜好
子供の頃から映画好きで、同じ事務所のお笑いコンビ「ずん」のやすによると、「2019年に映画『ジョーカー』が封切りになった頃、小堺さんは映画館で短期間で10回も見て、マネジャーから『いい加減にしてください』って止められたそうです。また、酒を飲みながら『ゴットファーザー』などの好きな映画作品を語る時はものすごい熱量で、冒頭からエンディングまでモノマネを交えて正確に再現されるんです」とのこと。
無類の服好き。特にブランドものの洋服や靴、映画のDVDなどには目がなく、気に入ったものはすぐに買ってしまう。TAKEOKIKUCHIでは、小堺が足繁く通うことを知った菊池武夫が、自らコーディネートをするようになった程の上得意である。このこと（同じ服を色違いで買うことも多い）を、かつてラジオ番組（のちの『コサキンDEワァオ!』）内で告白してしまったため、関根やリスナーに「服の中に家がある」などといつもネタにされている。買って殆ど着ないという服も多いらしく、ラジオ番組のリスナーや後輩芸人にあげたり、家に遊びに来たルー大柴に小堺が着ないからと勝手に持って行かれたりしている。しかも季節の変わり目になると、ルーから「小堺、服くれ」という催促のハガキが送られてくる。
関根勤が格闘技マニアでゴルフが得意であるのとは対照的に、スポーツに対する興味が薄い（ジムで体を鍛えることはしている）。ラジオ番組では、スポーツ選手の名前が読めないことがたびたびネタにされている。高望山を「たかのぞみやま」、川相昌弘を「かわそう」、野茂英雄を「のしげ」、現役時代の高木豊内野手を「たかぎとようち野手」と誤読したほか、沢村忠と沢村栄治を混同したこともある。
キャロル時代からの矢沢永吉の大ファン。矢沢と対談した関根から、矢沢の飲み残しのミネラルウォーターをお土産として貰い、それを冷蔵庫で大切に保管していたことがある。
熱狂的なゴジラファンであり、自宅にはフィギュアを飾っている。年の瀬になると東宝の怪獣映画を無性に見返したくなるという。ゴジラのライバルで好きなのはキングコング・モスラ・ラドン。モスラについては「政治家でいうと石破茂さんみたいなタイプ」、ラドンについては「『七人の侍』で宮口精二さんが演じた久蔵とイメージがダブる」と語っている。
お酒を飲む時は、映画『007』シリーズでジェームズ・ボンド愛飲の通称・ボンドマティーニを真似た、ウォッカベースのマティーニを好んで飲んでいる。

## エピソード

### 『いただきます』、『ごきげんよう』
『いただきます』の司会に抜擢された際、小堺は放送開始当日まで「ドッキリか何かだと思っていた」と語っている。本人が聞いた話では、「ゲストであるおばさまタレントたちから可愛がられそうなキャラクターだから」との理由で司会に起用されたとのこと。
小堺を番組司会に大抜擢した横澤彪は、番組開始直後には「アルタへ遊びに来るような感覚で司会をしてください」と緊張をほぐすような発言をしていたが、2か月後には「いつになったら面白くなるんですか」とバッサリ斬り捨てるような発言をするようになり、小堺は肝を冷やしたという。その後、関根勤を介して堺正章より「一人でしゃべってんじゃないよ」というアドバイスを受け、トークの技術を向上させた。
『ごきげんよう』が始まったばかりの頃には、前身番組『いただきます（IIを含む）』が生放送だったということもあってこちらも生放送だと勘違いされ、番組の放送時間に道を歩いていると通りすがりの人から「番組は？」と声を掛けられることが多く、タクシー運転手には小堺をスタジオへ送ろうと声を掛けられたことがある。その後も勘違いしている人がいるため、番組の放送中にはなるべく家を出ないようにしていた。
『ごきげんよう』での自分は聞き役に回ってゲスト出演者の話をうまく引き出し、引き立てる技術は知られるところである。盟友の関根勤は、小堺の代役で司会を務めた際に、改めて小堺の司会の上手さが分かったと語っている。しかし『ごきげんよう』に関根がゲスト出演した時には、ラジオ番組『コサキンDEワァオ!』出演時のテンションになり、他のゲスト出演者や観客を置き去りにして2人だけの世界でトークを繰り広げてしまった。

### 舞台『おすまし』
毎年、後輩芸人や舞台『おすまし』の出演者などを連れてニューヨークへ行き、ブロードウェイ・ミュージカルや本場のショー・ビジネスを観ている。小堺がいわゆる「お笑い芸人」ではなく、スマートに笑いを提供する「エンターテイナー」を志向していることを証明する一面であり、ナンセンスコントやマニアックな笑いを追求する盟友の関根とは対照的である。なお上記のように服好きであるため、ニューヨークに行っても服を買っている。このため、「ニューヨークに服を買いに行った」などと言われることもある。
『おすまし』では、歌、踊り、タップダンス、コント、トークなどアメリカンスタイルのショーを披露している。以降『おすまし』に高いクオリティーを求めたため、舞台の本場であるニューヨークに毎年訪れては様々な舞台を鑑賞していた。
『おすまし』は好評で客席は毎年満員だったが、2017年に「僕にとっては居心地が良すぎる」と感じたことから、本舞台の終了を決めた。

### その他仕事に関して
『ごきげんよう』が不動の人気を博した後にNHKから出演オファーがあり、その際NHK側から「どうですか？ （売れたから）そろそろウチの局に出てみますか？」と高飛車に言われ、呆れると同時にNHKという組織に改めて強い怒りが湧いた体験があったという。
2015年4月4日から2020年3月28日までは、土曜午前8時から放送される毎日放送『サタデープラス』のMCを務めていた。小堺が在阪局大阪本社制作のレギュラー番組を担当するのは、この番組が初めてである。生放送番組であることから、小堺は毎週土曜日には大阪で朝を迎えていた。
『ライオンのごきげんよう』終了後の2016年4月19日にはNHK総合『スタジオパークからこんにちは』に、同年9月5日にはテレビ朝日『徹子の部屋』にそれぞれ初出演を果たした。2022年2月3日には、関根と共にコサキンとして同番組に出演した。

### 対人エピソード
以前、沢口靖子と共演したドラマにて、撮影当日になってから彼女とのキスシーンがあることを告げられ驚いてしまったことがある。しかも、自分はそのことで落ち着かない気持ちになったのに、沢口は平然と「じゃ、宜しくお願いします」と言ってきたため、小堺は「女優さんってすごいんだな」と改めて感心した。
三宅恵介を通じて明石家さんまとも意気投合。80年代よりさまざまな番組で共演している。さんまの「引き笑い」を「伝授」されるなど仲が良く、さんまが「あなた誰ですか?」と知らないふりをすると、小堺が（はげ上がった）額を手のひらで隠し、それでさんまが「小堺!」と気づくというギャグが定番になっている。
小堺は若手時代に萩本欽一から「やることなすことすべてを大将（萩本）に否定され、『お前なんか売れない』と言われ続けていた」などの仕打ちを受けたことがあり、当時の小堺は「週末はディスコで必ず踊りながら『萩本死ねーっ!』と言ってた」と回想している。ただし、萩本が小堺に抱いた実際の第一印象は「売れる顔をしている」であり、前述の仕打ちは「最初に俺が優しいと、お前らは『大丈夫だ、芸能界』と思ってしまう」と危惧した萩本が、小堺と関根にあえて厳しく接したものであった。関根と同様に萩本には弟子入りをしていないため、萩本とは正式な師弟関係ではないが、現在は師弟に準ずる関係であることを認め合っている。

## 出演

### テレビ番組
太字は現在出演中の番組。
- NTV紅白歌のベストテン（1980年 - 1981年3月、日本テレビ） - 中継リポーター・前説
- ザ・トップテン（1981年4月6日 - 1986年3月31日、日本テレビ） - 中継リポーター・前説
- 欽ちゃんのどこまでやるの!（1982年頃 - 1986年9月24日、テレビ朝日） - 訪問販売員・クロ子・グレ子
- 森田一義アワー 笑っていいとも!（1982年10月4日 - 1983年9月30日、フジテレビ） - 木曜日レギュラー
- ザ・ヒットステージ（1983年7月 - 1984年3月、TBS） - 2代目司会（愛川欽也の後任）
- 今夜は最高!（1984年 - 1987年、日本テレビ）
- ライオンのいただきます → ライオンのいただきますII（1984年10月1日 - 1990年12月、フジテレビ） - 司会
  - ライオンのごきげんよう（1991年1月7日 - 2016年3月31日、フジテレビ） - MC[23]
- コサキン勝手にごっこ（1986年 - 1987年、日本テレビ）
- 噂的達人（1988年 - 1989年、TBS） - キャスター（MC）
- 火曜ロードショー（1988年10月18日 - 1989年1月17日、TBS） - 解説者
- 笑うと泣くぞ…ダハ!（1989年10月8日 - 1990年3月18日、日本テレビ）
- さんま・一機のイッチョカミでやんす（1989年 - 1990年、日本テレビ）
- 今宵はKANKURO（1990年 - 1991年、毎日放送）
- 今夜もイッキに大回転!!（1990年 - 1991年、テレビ東京） - 司会
- 一攫千金!!スーパーマーケット（1991年、日本テレビ） - 司会
- OH!LALA（1991年 - 1992年、日本テレビ）
- 小堺一機の恋愛専科 色恋ざうるす（1991年 - 1993年、中京テレビ） - 司会
- クイズいたずら大王! → 痛快!いたずらジャジャンボ（1991年 - 1992年、テレビ朝日） - 司会
- マーシャの英会話 6カ月（1992年、NHK） - 生徒
- サイコの晩餐（1992年、フジテレビ） - 司会
- ザッツ! コサキンルーの怒んないで聞いて!!（1993年 - 1994年、TBS）
- 仰天!ひらめき研Q所（1997年4月14日 - 9月22日、テレビ東京）
- ウレセン!（2007年4月 - 7月、日本テレビ）
- 王様のブランチ（1996年4月 - 1997年4月、TBS） - 隔週レギュラー
- 買物王（1996年、フジテレビ） - 司会
- シネマ・パラダイス（1997年4月5日 - 2003年3月22日、NHK BS2） - 司会
- 小堺・見栄晴のゴルフ交遊録（テレビ東京）
- 小堺＆ルーの極上!とびっきリスト（1998年4月 - 1999年頃、東海テレビ）
- 悠遊!オフタイム（2006年- 2007年、BS朝日） - 司会
- 爆笑100分テレビ!平成ファミリーズ（2007年 - 2008年、日本テレビ） - 総合司会
  - 時空間☆世代バトル 昭和×平成 SHOWはHey! Say!（2008年 - 2009年、日本テレビ） - 総合司会
- 小堺一機のすぅいんぐ人生（2007年10月 - 2008年6月、BS朝日） - 司会
- コサキンDEラ゛ジオ゛!（2010年4月8日 - 2013年4月6日、BS朝日）
- プレミア・ナビ（2010年頃 - 2021年9月、ムービープラス）
- コサキン道中 ぶらっぶらっぶらっ!（2014年10月3日 - 2015年9月27日、BSフジ）
- サタデープラス（2015年4月4日 - 2020年3月28日、毎日放送） - MC[23]
- かたらふ〜ぼくたちのスタア〜（2016年4月9日 - 2017年9月30日 、フジテレビ）[23][24]
  - かたらふSP（2018年3月31日・11月24日、フジテレビ）
  - かたらふ〜愛する地元を語り歩く〜（2018年11月24日・2019年4月27日、フジテレビ）
- コサキンのラジオごっこ（2016年10月7日 - 2017年3月24日・2017年8月16日 - 2018年1月31日、MONDO TV） - MC [25]
- ごごウタ（2017年3月17日 - 2021年3月12日、NHK総合） - 司会[23]
- アプリで生判定！地域創生プレゼンバトル（2022年4月1日 - 、BSJapanext） - MC
- ジモトに乾杯！居酒屋 小堺クン（2022年5月7日 - 、J:COMチャンネル 千葉エリア） - MC

特番
- さんま・一機のその地方でしか見られない面白そうな番組を全国のみんなで楽しく見ちゃおうとする番組シリーズ（1984年 - 1988年、フジテレビ） - 『金曜おもしろバラエティ』内での不定期放送番組。
- 土曜スーパースペシャル コサキンのギャハハTV・笑いっぱなしで120分（1989年2月11日、日本テレビ）
  - 第2回コサキンのギャハハTV 今夜決定・爆笑ビデオグランプリ（1989年10月3日、日本テレビ）
- オヤジと一機の夢物語〜南極ドキドキ紀行〜（1998年4月19日、東海テレビ）
- 明石家さんまのフジテレビ大反省会（2002年 - 2006年、フジテレビ）
- 今宵ゴージャス！（2008年7月29日、NHK総合）
- 2012年12月21日 マヤ暦の真実（BS-TBS）
  - 前編「マヤ暦とは」（2010年3月23日）
  - 後編「マヤ長老のトップ ドン・アレハンドロが語る マヤ暦の真実と祈り」（2010年3月24日）
- 小堺一機と選ぶ ベスト・オブ・ベスト 2010（2010年12月11日、ムービープラス）
  - 小堺一機と選ぶ ベスト・オブ・ベスト アワード2011（2011年12月11日、ムービープラス）
  - 小堺一機と選ぶ!ムービープラス・アワード2012（2012年12月8日、ムービープラス）
  - 小堺一機と選ぶ ムービー・プラスアワード2013（2013年12月、ムービープラス）
- 小堺一機のニューヨークエコ歩き〜マンハッタンは緑の島だった（2011年12月17日、BS朝日）
- ザ・テレビっ子 TV60年“懐かし番組”大集合!（2013年8月22日、NHK BSプレミアム） - MC
- 贅沢な落語会（2013年・2014年5月4日、日テレプラス・寄席チャンネル・TBSチャンネル） - 総合司会
- コサキン・天海の超発掘!ものまねバラエティー マネもの（2014年6月14日 - 2020年6月24日、フジテレビ）
- 爆笑!お台場コサキン亭（2016年4月23日、BSフジ）
- 小堺一機のエイガタリ（2019年8月・9月・10月、ムービープラス）
- 小堺一機のニッポン全国お買い物ジャーニー（2021年9月 - 、J:COMチャンネル） - MC
- インタビューここから「タレント 小堺一機」（2023年7月17日、NHK）

### テレビドラマ
- 見知らぬ恋人（1979年、朝日放送）
- 時代劇スペシャル「仇討選手」（1981年、フジテレビ）
- 警視庁殺人課 第11話「ナイター殺人事件! 手を使う少年」（1981年、テレビ朝日）
- 月曜ドラマランド「心はロンリー気持ちは「…」II」（1985年、フジテレビ）
  - 心はロンリー気持ちは「…」IV（1985年、フジテレビ）
  - 心はロンリー気持ちは「…」V（1987年、フジテレビ）
  - 心はロンリー気持ちは「…」VI（1987年、フジテレビ）
  - 心はロンリー気持ちは「…」X（1997年、フジテレビ）
  - 心はロンリー気持ちは「…」XI（2003年、フジテレビ）
- セーラー服通り（1986年、TBS） - 田中義郎 役
- 痛快!OL通り（1986年、TBS） - 主演・紺野かおる 役
- マンションの鍵貸します -ジャック・レモンによろしく-（1986年12月24日、TBS） - 主演
- オバの魔法使い（1987年、フジテレビ）
- 半熟ウィドゥ!未亡人は18才（1987年、テレビ朝日）
- 恋はハイホー!（1987年、日本テレビ）
- 空に星があるように（1988年、TBS） - 主演・島公一 役
- ときめきざかり（1988年、フジテレビ）
- OH!キッチン家族（1988年、テレビ東京）
- 土曜ドラマスペシャル「マンション管理人の災難」（1988年、TBS）
- おやじのヒゲ4（1988年、TBS）
- こまったもんだthey!?（1988年、TBS）
- 小堺一機モテモテ教師ドラマ 可愛い男と四つの女難 ムーンリバーで逢えたら（1988年、朝日放送）
- トラ（1989年、フジテレビ）
- 男と女のミステリー「明石家さんま殺人事件」（1989年、フジテレビ）
- さよなら李香蘭（1989年、フジテレビ） - 海軍水兵 役
- 月曜ドラマスペシャル「遙かなるわが町」（1990年、TBS）
- 月曜ドラマスペシャル「ジューンブライドは幸せになれる？」（1990年、TBS）
- 世にも奇妙な物語（フジテレビ）
  - 第2シリーズ「モルモット」（1991年） - 主演
  - 第3シリーズ「待ちぶせ」（1992年） - 主演
  - 世にも奇妙な物語・秋の特別編「思い出を売る男」（1994年） - 主演・古川三博 役
- ドラマシティー'92・'93（よみうりテレビ）
  - 「東京パーキング・ウォーズ」（1992年）
  - 「東京CARDウォーズ 正しく使えば恐くない」（1992年）
  - 「東京夢の島ウォーズ」（1993年）
- 日本テレビ開局35周年記念ドラマ・ゴールデンボーイズ（1993年、日本テレビ） - 若き日の萩本欽一 役
- 金曜エンタテイメント「服部良一物語」（1994年、フジテレビ） - 主演・服部良一 役
- 警部補 古畑任三郎 第10回「矛盾だらけの死体」（1994年6月15日、フジテレビ） - 佐古水茂雄 役
  - 古畑任三郎 第25回「消えた古畑任三郎」（1996年4月9日、フジテレビ） - 佐古水茂雄 役
- 家族の食卓'95 愛、絆そして一番大切なもの『おもちゃのチャチャチャ』（1995年、フジテレビ）
- 金曜エンタテイメント「世にも奇妙なミステリー1 駱駝市役所の人びと 夜の女子トイレ殺人事件」（1995年、フジテレビ）
- 3番テーブルの客 第16回（1996年、フジテレビ）
- 恋の片道切符 第5・6回（1997年、日本テレビ） - 宮城島亘 役
- 金曜エンタテイメント「夏樹静子ミステリー アリバイの彼方に」シリーズ（2000年 - 2005年、フジテレビ） - 主演・湯原直之 役
- 僕だけのマドンナ（2003年、フジテレビ） - 市ヶ谷翔 役
- 佐々木夫妻の仁義なき戦い 第1話（2008年、TBS） - 小鹿力 役
- 土曜プレミアム 新春スペシャルドラマ「最後の約束」（2010年1月9日、フジテレビ） - 飯尾晴夫 役
- 大河ドラマ 八重の桜（2013年、NHK総合） - 岩倉具視 役
- 初恋芸人（2016年3月 - 4月、NHK BSプレミアム） - 山形ツチノコ 役[26]
- 世界一難しい恋 第4話 - 最終話（2016年5月4日 - 6月15日、日本テレビ） - 鮫島幸蔵 役[27]
- 勇者ヨシヒコと導かれし七人（2016年12月10日、テレビ東京） - プサール 役
- ダメ父ちゃん、ヒーローになる! 崖っぷち!人情広告マン奮闘記（2016年12月29日、テレビ東京） - 石井 役[28]
- 日曜ワイド 白い刑事（2017年10月22日、テレビ朝日） - 東谷慎一郎 役
- やけに弁の立つ弁護士が学校でほえる（2018年4月21日 - 5月26日、NHK総合） - 倉守賢三 役
- 日曜プライム 科捜研の女 スペシャル（2018年10月14日、テレビ朝日） ‐ 近藤太一 役
- 家政夫のミタゾノ（2019年） ‐ 内部忠 役
- 夢食堂の料理人〜1964東京オリンピック選手村物語〜（2019年7月23日、NHK総合） - 語り
- 明治ドラマスペシャル「ずんずん!」（2021年4月16日、テレビ朝日） - 主演・田代龍平 役
- 孤独のグルメ Season9 第2話（2021年7月17日、テレビ東京） - 大将 役[29]
- ドクターX〜外科医・大門未知子〜 第7期 第9話・最終話（2021年12月9日・16日、テレビ朝日） - 十兵衛 役[30]
- 女神の教室〜リーガル青春白書〜（2023年1月9日 - 3月20日、フジテレビ） - 里崎健一郎 役[31][32]
- おいしい給食 season3（2023年10月9日 - 、テレビ神奈川 他） - 坂爪勲 役[33][34]
- DOCTOR PRICE 第2話（2025年7月13日、読売テレビ・日本テレビ） - 三好義一 役[35]

### 映画
- の・ようなもの（1981年、日本ヘラルド映画）
- スーパーの女
- MAKOTO（2005年）
- ゴジラvsスペースゴジラ（1994年） - 札幌のサラリーマン 役[1][2]
- キャッツ・ドント・ダンス（ダニー）
- ボクの妻と結婚してください。（2016年、東宝） - 俵屋三幸 役
- Short Trial Project 2023『ROADING...』（2023年）[36]
- 劇場版 おいしい給食 Road to イカメシ（2024年） - 坂爪勲 役[37]
  - おいしい給食 炎の修学旅行（2025年公開予定）[38]

### 舞台
- 小堺クンのおすましでSHOW（1985年 - 2017年、毎年8月後半。共演：松尾伴内、伽代子、あさりどほか。初期には関根勤も出演していた）
- 小堺一機 トーク&ソングショー（2018年、2019年。共演：宇佐元恭一、橋本歩）
- ミュージカル グッバイガール THE GOODBYE GIRL（1997年）
- ミュージカル きみはいい人チャーリーブラウン（2000年） - チャーリー・ブラウン 役
- 「不定期ライブマン・コミック君」シリーズ（2002年：清水ミチコ、2004年：柳沢慎吾、2005年・2006年：戸田恵子、2007年：山寺宏一）
- ハッピー・バースデイ Happy Birthday（2002年・2003年）
- ミュージカル イントゥ・ザ・ウッズ（2004年・2006年） - パン屋 役
- ミュージカル リトルショップ・オブ・ホラーズ（2005年） - グラヴィス・ムシュニク 役
- ミュージカル グランドホテル（2006年1月） - オットー・クリンゲライン	役
- ミュージカル THE TAP GUY（2007年・2008年）
- ミュージカル ドロウジー・シャペロン（2009年） - 椅子の男 役
- わが町（2011年） - 舞台監督 役
- 道化の瞳（2012年） - 安藤先生/アルバート 役
- ミュージカル チャーリーとチョコレート工場（2023年） - ジョーじいちゃん 役
  - ミュージカル チャーリーとチョコレート工場（2026年上演予定）[39]
- 筒井康隆笑劇場（2024年）[40]
- ギンギラ学園物語（2024年）[41]
- 夏と夜と夢（2025年）[42]
- 赤塚不二夫スクラップブック（2025年） - バカボンのパパ 役[43]
- Thank you very マッチ de SHOW「ギンギラ学園物語 新春！再びマッチでーす！」（2025年 - 2026年〈予定〉）[44]

### テレビアニメ
- コジコジ（TBS） - ハウキャウ
- パワーパフガールズ（2001年 - 2005年、テレビ東京、カートゥーン ネットワーク） - ナレーション、トーキング・ドッグ、アナウンサー、タイトルコール[注釈 17]
  - パワーパフガールズ：ダンスパンツにご用心!（2014年、カートゥーン ネットワーク） - ナレーション

### 劇場アニメ
- クレヨンしんちゃん 嵐を呼ぶ モーレツ!オトナ帝国の逆襲（2001年） - TVの声

### 吹き替え
- パワーパフガールズ・ムービー - ナレーション、トーキング・ドッグ 役
- スパイキッズ（2001年） - フループ 役
- スパイキッズ2 失われた夢の島（2002年） - フループ 役
- スパイキッズ3-D:ゲームオーバー（2003年） - フループ 役

### ラジオ
- 世の中面白研究所（NHKラジオ第1）
- コサキンシリーズ（1981年 - 2009年、2020年、TBSラジオ）[1]
- 一機と久実の長いつきあい（1982年 - 1983年、TBSラジオ）
- 小堺一機のぶっちぎりラジオ（1985年、TBSラジオ）
- ポンポコ歌謡曲〜サタデー南京タマすだれ〜（TBSラジオ）[1]
- 小堺一機のサタデーウィズ（2000年 - 2006年、TBSラジオ）
- 日立ハローサタデー・マジカルチャンネル・小堺一機のヤングプラザ（文化放送）
- 玉置宏の笑顔でこんにちは（ニッポン放送）
- 小堺一機の美女対談（1987年 - 1990年、ニッポン放送・NRN）
- 小堺一機と渡辺美里のスーパーオフショット（2010年 - 2019年、ニッポン放送）
- 小堺一機のこちら自由席（JFN）
- 小堺一機のおうちで〜CINEMA〜（JFN）

### 映像作品
- コサキン仮面（2004年、興陽館）
- 小堺一機&柳沢慎吾LIVE ライブマン★コミック君!!テレビくん登場の巻（2004年、ポニーキャニオン）
- コサキンDEラ"ジオ"! クロ盤（2011年、ポニーキャニオン）
- コサキンDEラ"ジオ"! グレ盤（2011年、ポニーキャニオン）

### CM
- エバラ食品工業「焼肉塩だれ」（終了）
- リフォームのナカヤマ（終了）
- ライオン
  - 「アクロン」（終了）
  - 「ハリックス55」（終了）
- シチズン時計「ジャンクション」（1985年）
- 日立製作所 「日立カラーテレビ EXCITING」
- 江崎グリコ
  - 「ギャグンシー」（フーセンガム、1980年代半ば）
  - 「ギャグメイト」（フーセンガム、1980年代半ば）
  - 「明るい農村」（クッキー、1980年代半ば）
  - 「ジャイアントコーン」（アイス、1988年）
- キリン 「ワインクラブ」 （1988年）
- JR東日本 「奥の細道300年キャンペーン」（1989年）
- エースコック 「スーパーカップ1.5」（1990年代）
- ヤマハ発動機 「TY50」（バイク、1978年・雑誌広告、広告コピーが「コメディアンでいえば、小堺一機。バイクでいえば、YAMAHA TY50」だった）
- スタミナ食品 「こてっちゃん」「こてっちゃん 牛もつ鍋」（1995年）
- ベネッセコーポレーション 「進研ゼミ小学講座」（1995年）

## ものまねレパートリー
- 田中邦衛 - 「北の国から」の黒板五郎役が多い。『ぎんざNOW!』に出演するようになって、TBSを訪れた際に初めて遭遇した芸能人が田中邦衛だったため、その時のものまねを披露することもある。
- 堺正章 - フジテレビ系『とんねるずのみなさんのおかげでした』内の「第19回細かすぎて伝わらないモノマネ選手権」にて、堺本人とのものまね共演を実現させている。
- 吉岡秀隆（「北の国から」の黒板純）
- 萩本欽一
- 水谷豊
- 近藤正臣
- ビートたけし
- 桃井かおり
- 平幹二朗
- 加藤剛
- 北大路欣也
- 伊吹吾郎
- ピーコ - 関根と組んでの「おすぎとピーコ」ネタでやることが多い。おすぎとピーコ本人も、「関根と小堺は許す」と言っている。
- 田村正和（古畑任三郎）
- 渡辺篤史（「渡辺篤史の建もの探訪」）
- 村野武範
- 小泉純一郎
- 勝新太郎
- 鈴木宗男
- 舘ひろし
- 矢沢永吉
- 安部譲二
- 関口宏
- ゾマホン・ルフィン
- IKKO
- 沢村貞子 - 「兄さん…あたし、どうしたらいいか」しか言えない。
- 広瀬香美 - 「DEAR...again」を歌謡曲に歌う。
- 丹波哲郎
- 萩原健一
- 淀川長治
- 三遊亭圓楽
- 藤岡弘、

以下の6人に関しては、ラジオ『コサキン』の企画で本人の目の前でモノマネをし、本人から直々にモノマネをしていいという公認をしてもらった芸能人である。
- 稲川淳二
- あき竹城
- 梅津栄
- 森田健作
- なぎら健壱
- 中尾彬

他多数。

## ディスコグラフィ
すべてフォーライフ・レコードより発売。

### シングル
| 発売日         | 面 | タイトル                                            | 作詞           | 作曲       | 編曲     | 規格     | 規格品番            |
| -------------- | -- | --------------------------------------------------- | -------------- | ---------- | -------- | -------- | ------------------- |
| 1986年8月21日  | A  | WITH                                                | 来生えつこ     | 来生たかお | 瀬尾一三 | EP       | 7K-237              |
| 2024年10月25日 | B  | ノンビブラートの愛情                                | EPO            | 武部聡志   | 武部聡志 | 配信     | 7K-237              |
| 1987年7月21日  | A  | ムーンライト・シンギィング                          | 岡本朗         | 岡本朗     | 松井忠重 | EP       | 7K-270              |
| 2024年10月25日 | B  | 追憶の恋人                                          | 来生えつこ     | 来生たかお | 小林信吾 | 配信     | 7K-270              |
| 1988年2月5日   | A  | 今夜だけ少年に帰りたい                              | 松本一起       | 林哲司     | 清水信之 | EP       | 7K-285              |
| 1988年2月5日   | B  | ムーンライト・スキップ                              | 川村真澄       | 岡本朗     | 松井忠重 | EP       | 7K-285              |
| 1992年5月21日  | 1  | とりあえず大丈夫 …ひとりでいたい夜                  | SHOW           | 梅垣達志   | 梅垣達志 | 8cmCD    | FLDF-10209          |
| 2024年11月22日 | 2  | Bye-Bye Brothers                                    | 沢村淳子       | 沢村拓二   | 梅垣達志 | 配信     | FLDF-10209          |
| 1994年8月19日  | A  | いつか もしか まさか                                | 川村真澄       | 松本俊明   | 新川博   | 8cmCD CT | FLDF-1521 FLSF-6501 |
| 1994年8月19日  | B  | 胸の振子                                            | サトウハチロー | 服部良一   | 新川博   | 8cmCD CT | FLDF-1521 FLSF-6501 |
| 1998年2月21日  | 1  | フィナーレで出逢えたら I Think I Can Play This Part | 川村真澄       | 岡本朗     | 瀬尾一三 | 8cmCD    | FLDF-1654           |
| 2024年11月22日 | 2  | 夢みる頃を過ぎても                                  | 川村真澄       | 岡本朗     | 瀬尾一三 | 配信     | FLDF-1654           |
| 1998年7月1日   | 1  | I LOVE TOYS!                                        |                |            |          | 8cmCD    | FLDF-1669           |
| 1998年7月1日   | 2  | I LOVE TOYS!（オリジナル・カラオケ）                | -              |            |          | 8cmCD    | FLDF-1669           |

### アルバム
| 発売日         | タイトル                           | 規格 | 規格品番   |
| -------------- | ---------------------------------- | ---- | ---------- |
| 1986年8月21日  | THE NEXTDOOR BOY                   | LP   | 28K-114    |
| 1986年8月21日  | THE NEXTDOOR BOY                   | CT   | 28C-98     |
| 1986年8月21日  | THE NEXTDOOR BOY                   | CD   | 35KD-58    |
| 1987年8月21日  | Someone Like You〜あなたに似た人〜 | LP   | 28K-135    |
| 1987年8月21日  | Someone Like You〜あなたに似た人〜 | CT   | 28C-130    |
| 1987年8月21日  | Someone Like You〜あなたに似た人〜 | CD   | 33KD-108   |
| 1988年7月6日   | ポケットの砂                       | LP   | 28K-156    |
| 1988年7月6日   | ポケットの砂                       | CD   | 33KD-134   |
| 1989年2月21日  | マージナル                         | CD   | 33KD-171   |
| 1989年10月21日 | 雑踏                               | CD   | FLCW-31005 |
| 1990年5月21日  | With                               | CD   | FLCW-31072 |
| 1990年11月21日 | スノーマン                         | CD   | CSCS-5315  |
| 1991年5月21日  | 大のオトナが…                      | CD   | FLCW-30100 |
| 1992年7月17日  | 迎えにきたよ                       | CD   | FLCF-30143 |
| 1995年8月19日  | with K                             | CD   | FLCF-3590  |